# سيف الدرع
لاعب كرة يد مصري حصل على المركز الثالث والميدالية البرونزية في بطولة العالم لكرة اليد للشباب 2019 تحت 21 سنة، تحت قيادة المدير الفني طارق محروس وهو يلعب في مركز سنتر باك مدافع منتصف.